# William Finley (Schauspieler)

William Finley (1968)

William Finley (* 20. September 1940 in New York City; † 14. April 2012 ebenda) war ein US-amerikanischer Filmschauspieler.

## Leben
Finley schloss 1963 sein Schauspielstudium an der Columbia University ab. Er befreundete sich während der Studienzeit mit seinem Kommilitonen, dem späteren Filmregisseur Brian De Palma. Die beiden verband sie eine lange Freundschaft und sie drehten einige Filme zusammen, beginnend mit Woton’s Wake (1963) und endend mit The Black Dahlia. Am nachhaltigsten blieb Finley wohl durch seine Titelrolle in De Palmas Rockoper Das Phantom im Paradies (1974) in Erinnerung; er spielt einen genialen Komponisten, der nach zahlreichen Demütigungen durch die Musikindustrie blutige Rache an dieser nimmt. Daneben drehte Finley auch drei Horrorfilme mit dem Regisseur Tobe Hooper. Insgesamt blieb die Anzahl seiner Film- und Fernsehauftritte übersichtlich, da er immer wieder für längere Zeit an die Theaterbühnen zurückkehrte.
Neben der Schauspielerei schrieb Finley das Drehbuch für die Coming-of-Age-Komödie Die erste Zeit (1983). Er war seit 1974 verheiratet mit Susan-Weiser Finley. Sie lebten in New York City und hatten einen Sohn namens Dashiell. Finley starb im April 2012 im Alter von 71 Jahren an den Folgen einer Divertikulitis in New York.

## Filmografie (Auswahl)
- 1963: Woton’s Wake (Kurzfilm)
- 1968: Murder à la Mod
- 1969: Die Hochzeitsfeier (The Wedding Party)
- 1970: Dionysus in '69
- 1973: Die Schwestern des Bösen (Sisters)
- 1974: Das Phantom im Paradies (The Phantom of the Paradise)
- 1977: Blutrausch (Eaten Alive)
- 1978: Teufelskreis Alpha (The Fury)
- 1980: Simon, der Außerirdische (Simon)
- 1980: Dressed to Kill (nur Stimme)
- 1981: Das Kabinett des Schreckens (The Funhouse)
- 1982: Das stumme Ungeheuer (Silent Rage)
- 1983: Die erste Zeit (The First Time, als Drehbuchautor)
- 1985: Double Negative (Kurzfilm)
- 1993: Tobe Hopper’s Living Nightmare
- 1993: Geschichten aus der Gruft (Tales from the Crypt; Fernsehserie, Folge Till Death Do We Part)
- 2006: The Black Dahlia

## Verweise
- Nachruf auf Finley im Independent (englisch)
- William Finley bei IMDb
- William Finley in der Datenbank Find a Grave